# سیلویا کوهن
سیلویا کوهن (ایتالیایی: Silvia Cohen؛ زادهٔ ۲۴ آوریل ۱۹۵۹) بازیگر اهل ایتالیا است.
از فیلم‌ها یا برنامه‌های تلویزیونی که وی در آن نقش داشته‌است، می‌توان به مرا به خاطر بسپار، عشق من و روسینی! روسینی! اشاره کرد.